# هيدويغ غورسكي
هيدويغ غورسكي (بالإنجليزية: Hedwig Gorski)‏ (وُلدت في 18 يوليو 1949) هي شاعرة أداء أمريكية وفنانة طليعية تصف أعمالها الجمالية بأنها «مستقبلية أمريكية». ينسب إليها مصطلح «شعر الأداء» وهو الشكل السابق لشعر الصلام. ظهر هذا المصطلح لأول مرة في الإصدارات الصحفية للكلمة المنطوقة التجريبية والمسرح المفاهيمي الذي أنشأته غورسكي في عام 1979. هي باحثة أكاديمية بولندية أمريكية من الجيل الأول وكاتبة إبداعية ضليعة. تُكتب وتُنشر أعمالها من الشعر المبتكر والنثر والدراما والأعمال الصوتية في مجموعة متنوعة من الوسائط باستخدام أشكال قياسية وتجريبية.

## السيرة الشخصية
غورسكي هي مواطنة أمريكية من الجيل الأول، وُلدت في ترينتون بولاية نيوجيرسي. هاجر والداها وأختها إلى الولايات المتحدة من غاليسيا في بولندا (حاليًا أوكرانيا) بعد الحرب العالمية الثانية حيث قُتلت عمتان وجدة من عائلتها على يد متحزبين أوكرانيين.
التحق والدها بمنظمة المقاومة السرية في بولندا عندما كان في الرابعة عشرة من عمره ثم بجيش الولايات المتحدة في وقت لاحق. وصل الوالد مع أسرته إلى الولايات المتحدة في عام 1949 على متن سفينة الجنرال ستورجس التي رست في نيو أورليانز بولاية لويزيانا حيث قام بالأعمال الكهربية بقرية نابليونفيل قبل الانتقال إلى نيو جيرسي. حصلت غورسكي على بكالوريوس الفنون الجميلة في الرسم من كلية نوفا سكوشيا للفنون والتصميم في كندا ثم انتقلت مع زوجها الأول إلى أوستن في تكساس عام 1977. غورسكي متزوجة الآن من زوجها الثاني وهو الملحن دي جلما غارنييه.

## السيرة المهنية
بدأت غورسكي مسيرتها العامة في نيو أورليانز في عام 1973 حيث عملت كرسامة لدى صحيفة نولا إكسبرس المعروفة والتي كانت إحدى الصحف غير القانونية، كانت تساهم أيضًا في بيع الإصدارات الجديدة للصحيفة عند الزاوية. تُحفظ سجلات نولا إكسبرس حاليًا في جامعة كونيتيكت. يُعد كل من غورسكي وتشارلز بوكوفسكي من أبرز المساهمين في صحيفة نولا إكسبرس. صادقت غورسكي خلال فترة عملها في نيو أورليانز موسيقي الدلتا بلوز بيب ستوفل. غالبًا ما كانت ترافقه أثناء عزفه أمام السائحين في ساحة جاكسون حيث كان يتلقى البقشيش في حقيبة جيتاره المفتوحة. صُوِّر فيديو لهما أثناء وجودهما في مهرجان نيو أورليانز للجاز والتراث ولكن فُقد.
أعلنت غورسكي طلاقها بعد فترة وجيزة من الانتقال إلى أوستن وبدأت حياتها المهنية في مجال الشعر والمسرح بشكل جاد من خلال التأمل في «المنظر الطبيعي للمدينة الذي أثمل وجذب الكثير من الفنانين المحبوبين في ذلك الوقت نحو تحقيق الذات بشكل مكثف». أخرجت وأنتجت غورسكي سيناريو مسرحية بفصل واحد بعنوان بوبي، ماما! وهو شكل مبتكر جديد قامت بتسميته «دراما المقطع الحديث». تنص مذكرات الفن للإنتاج على أن مسرحية المقطع كانت مبنية على شكل من أشكال الفن المفاهيمي للكتابة الذي اشتهر به ويليام بوروز. تصف المذكرات التي تحمل عنوان «التسمم: هيثكليف» في شارع باول ستريت الأحداث التي وقعت في عام 1978 والتي وُصفت بولادة شعر الأداء باعتبارها طليعة إقليمية أمريكية تربط نشاط الجسد بالقوة النفسية للنطق والنية.
العملية المفاهيمية... تبدو مستحيلة. لم يكن هناك نقود، واستُخدم شعر «العثور» وممثلي «شوارع»... مليئة بالقلق الوجودي للعيش على هامش المجتمع.
لم تزعم غورسكي قط بأنها على علاقة وثيقة مع الحركة النسوية، ولكن ينظر أعضاء الحركات النسوية لعملها على أنه يتضمن تصريحات قوية حول الاختلاف بسبب العرق والجنس في الولايات المتحدة. وفقًا لمبدأ النسوية في ذلك الوقت فالصور التي تصفها في شعرها أنثوية وتتحدى ما هو صحيح سياسيًا إلى جانب أنها تعكس احتجاجًا على رضا وتراخي الفنانين والمعتزلة.

## روابط خارجية
- هيدويغ غورسكي على موقع IMDb (الإنجليزية)